# Křížová cesta (Travná)
Křížová cesta v Travné u Javorníku na Jesenicku se nachází přibližně 600 metrů severozápadně od centra obce. Je chráněna jako nemovitá Kulturní památka České republiky.

## Historie
Křížová cesta byla postavena roku 1894 v blízkosti poutní kaple Panny Marie La Salette. Tvoří ji čtrnáct novogotických zděných výklenkových kaplí s plastikou ve výklenku. Kapličky z umělého kamene byly osazeny podél pěšiny po úbočí zalesněného svahu. Cesta začíná u železné okrasné brány a končí u vrcholu schodiště, které vede zpět k bráně. Pod nikami jsou německé popisy významu zastavení.
Poutní místo zde vzniklo roku 1851, kdy se vedle kaple objevil pramen vody. Roku 1889 vznikla u pramene umělá jeskyně grotta a roku 1894 pak křížová cesta.

### Poutní kaple Panny Marie La Salette
Kaple je volně stojící podélná jednolodní, postavená z kombinovaného a režného zdiva se sedlovou střechou se sanktusníkem završeným křížem. V průčelí jsou dvě kruhová okna a představená dřevěná předsíň. Vnitřek lodi je zaklenut křížovou klenbou. Na novogotickém oltáři je umístěn obraz Panny Marie La Salette.
Kaple byla postavena podle plánu javornického stavitele Schwarzera roku 1858 na místě starší dřevěné kapličky. Poblíž kaple se nachází grotta se sochou Panny Marie Lourdské a studánka.

### Rekonstrukce křížové cesty
Plastiky v kapličkách č. I. - IV. byly v letech 2005 - 2006 obnoveny akademickým sochařem a restaurátorem Jakubem Gajdou.